# Brain damage ( Dub)
Brain Damage es una banda de dub creada en Saint-Etienne, Francia por Martin Nathan y Raphael Talis en 1999.

## Historia
Aclamado como uno de los pioneros del dub francés, Martin Nathan funda Brain Damage en 1999 en Saint-Etienne. De gira con el bajista Raphael Talis hasta 2011, luego solo, Martin produce y toca shows de máquinas en vivo. El  EP, Bipolar Disorder publicado bajo el sello Bangarang, obtiene un éxito temprano.
Al principio del siglo 21, Martin trabaja con algunos maestros de la escena británica (Zion Train, Alpha and Omega, The Disciples) y toca en Londres en el Studio Conscious Sounds junto con MC Tena Stelin. Luego, el produce dos discos con el sello parisino Hammerbass. En 2006, se une al sello de Lyon Jarring Effects y continúa explorando ampliamente la poesía dub y la palabra hablada.
En 2011, junto con la banda de Lyon High Tone, el da nacimiento a un nuevo álbum y Tour llamados High Damage . Luego continúa su trabajo con otra producción de dub con voces originales y contundentes. : Brain Damage Dub Sessions "What You Gonna Do ?" . Un año después, en octubre de 2013, emite Empire Soldiers junto al artista británico Steve Vibronics.
En 2015 viaja a Kingston y graba las voces que serán utilizadas en el proyecto Walk the Walk/Talk the Talk. Ídolos jamaicanos como Horace Andy, Willi Williams, Winston Mc Anuff, Kiddus I o Ras Michael son celebrados en estos dos álbumes.
En 2017, Martin Nathan viaja a los Estados Unidos para trabajar con Harrisson Stafford, líder de la bandaGroundation . Un año después se va a Colombia y produce un nuevo disco con voces en idioma español.
2021 es testigo del lanzamiento de Brain Damage Meets Big Youth-Beyond the Blue, una asociación creativa y coloreada con Big Youth.
En la primavera de 2023, se publica otro álbum de dub, Groundation Meets Brain Damage: Dreaming From An Iron Gate. Esta producción Dub, segunda gran colaboración entre Brain Damage y Harrison Stafford, revisita Hebron Gate 20 años después con gran virtuosismo y grande equilibrio.

## Discografía

### EP
- Bipolar Disorder (Bangarang) - 1999

### Álbumes de estudio
- Always greener (on the other side) (Bangarang/Hammerbass) - 2002
- Ashes to ashes / Dub to dub (Bangarang/Hammerbass/Sounds Around) - 2004
- Spoken dub manifesto vol.1 (Bangarang/Jarring Effects) - 2006
- Short Cuts (Bangarang/Jarring Effects) - 2008
- Burning before Sunset (Jarring Effects/Discograph) - 2010
- Burning before sunset featuring Black Sifichi (Jarring Effects) -  2010
- High Damage por High Tone meets Brain Damage (Jarring Effects) - 2012
- What you gonna do? (Jarring Effects) - 2012
- Empire Soldiers por Brain Damage meets Vibronics (Jarring Effects) - 2013
- Walk The Walk (Jarring Effects) - 2015
- Talk The Talk (Jarring Effects) - 2016
- Liberation Times por Brain Damage meets Harrison Stafford  (Jarring Effects) - 2017
- Ya no mas ! (Jarring Effects) - 2018
- Beyond the Blue por Brain Damage meets Big Youth (Jarring Effects) - 2021
- Dreaming From an Iron Gate por Groundation meets Brain Damage (Baco Records) - 2023

### Álbumes en vivo
- Short Cuts Live (Jarring Effects/Discograph) - 2009
- Empire Soldiers Live (Jarring Effects / L'Autre Distribution) - 2015

### Recopilación de álbumes y remixes
- Combat Dub
- Combat Dub II
- Combat Dub III
- Combat Dub IV
- Digital Park Compilation
- Alpha and Omega Meets Bangarang
- Maxi vinyle de remixes de Lab°
- Roots of Dub Funk vol. 3
- Dub Solidarity
- Crooklyn Dub Outernational/Certified Dope Vol.4
- Alpha and Omega : Spirit of the Ancients
- Dub Excursion (Produced by Sounds Around Records)
- Dub in France
- Dub Addicts
- JFX 100
- Zion Train : Live as one remixed
- How do you sleep ?
- Burn Babylon Burn
- Dub Wiser Chapter II
- Wordsound 48 LP
- High Tone Dub Box
- Brain Damage meets Jazzmin Tutum
- Zenzile Electric Soul Remixes
- Tour de Force Battle Cry Remixed
- Vaticaen Box #2
- Remix of Vibronics' Samsara
- Dub Alliance
- Skank Lab #5
- Tribute to Style Scott, Remix Clash
- Sparky Riots
- Remix on Vibronics' African Stone EP
- Remix of Zenzile So Far So Good